# یواس‌اس لاواکا (ای‌پی‌ای-۱۸۰)
یواس‌اس لاواکا (ای‌پی‌ای-۱۸۰) (به انگلیسی: USS Lavaca (APA-180)) یک کشتی بود که طول آن ۴۵۵ فوت (۱۳۹ متر) بود. این کشتی در سال ۱۹۴۴ ساخته شد.